# Giulio Alessandrini
Giulio Alessandrini (en latín Julius Alejandrino o Julius von Neustein Alejandrino; 1506-25 de agosto de 1590) fue un médico italiano, escritor y poeta.

## Biografía
Giulio Alessandrini nació en Trento. Estudió filosofía en la Universidad de Padua. Él fue el médico de los emperadores Fernando I, Maximiliano II y Rodolfo II.
Era un devoto seguidor de Galeno y tradujo muchas de las obras de Galeno al latín, añadiendo su propio comentario. Murió en Civezzano.

## Obras
- De medicina et medico dialogus. Zúrich, 1557.
- In Galeni præcipua scripta, annotationes quæ commentariorum loco esse possunt. Accessit Trita illa de theriaca quaestio. Basel, 1581.
- Pædotrophia carmine (1559).
- Paedotrophia sive de puerorum educatione. Liber ab auctore recognitus. Ejusdem carmina alia. Trent, 1586.
- Salubrium, sive de sanitate tuenda, libri triginta tres. Cologne, 1575 — A treatise on hygiene complied from ancient authors.